# Cate Campbell
Cate Natalie Campbell (Blantyre, Malawi, 20 de mayo de 1992) es una deportista australiana que compitió en natación, especialista en el estilo libre. Su hermana Bronte compite en el mismo deporte.
Participó en tres Juegos Olímpicos de Verano, obteniendo en total ocho medallas: dos de bronce en Pekín 2008, en 50 m libre y 4 × 100 m libre, oro en Londres 2012, 4 × 100 m libre, oro y plata en Río de Janeiro 2016, 4 × 100 m libre y 4 × 100 m estilos, y tres en Tokio 2020, oro en 4 × 100 m libre y 4 × 100 m estilos y bronce en 100 m libre.
Ganó doce medallas en el Campeonato Mundial de Natación entre los años 2009 y 2019, y nueve medallas en el Campeonato Pan-Pacífico de Natación, en los años 2014 y 2018.
En 2014 fue condecorada con la Medalla de la Orden de Australia (OAM).
Fue la abanderada de Australia en la ceremonia de apertura de los Juegos de Tokio 2020 junto con el baloncestista Patty Mills.
Estudió el grado de Comunicación de Masas en la Universidad de Tecnología de Queensland.
Se retiró en junio de 2024, después de no clasificarse para los Juegos Olímpicos de París 2024.

## Palmarés internacional
| Juegos Olímpicos        | Juegos Olímpicos        | Juegos Olímpicos  | Juegos Olímpicos        |
| Año                     | Lugar                   | Medalla           | Prueba                  |
| ----------------------- | ----------------------- | ----------------- | ----------------------- |
| 2008                    | Pekín (China)           | Medalla de bronce | 50 m libre              |
| 2008                    | Pekín (China)           | Medalla de bronce | 4 × 100 m libre         |
| 2012                    | Londres (Reino Unido)   | Medalla de oro    | 4 × 100 m libre         |
| 2016                    | Río de Janeiro (Brasil) | Medalla de oro    | 4 × 100 m libre         |
| 2016                    | Río de Janeiro (Brasil) | Medalla de plata  | 4 × 100 m estilos       |
| 2020                    | Tokio (Japón)           | Medalla de oro    | 4 × 100 m libre         |
| 2020                    | Tokio (Japón)           | Medalla de oro    | 4 × 100 m estilos       |
| 2020                    | Tokio (Japón)           | Medalla de bronce | 100 m libre             |
| Campeonato Mundial      |                         |                   |                         |
| Año                     | Lugar                   | Medalla           | Prueba                  |
| 2009                    | Roma (Italia)           | Medalla de bronce | 50 m libre              |
| 2013                    | Barcelona (España)      | Medalla de oro    | 100 m libre             |
| 2013                    | Barcelona (España)      | Medalla de plata  | 50 m libre              |
| 2013                    | Barcelona (España)      | Medalla de plata  | 4 × 100 m libre         |
| 2013                    | Barcelona (España)      | Medalla de plata  | 4 × 100 m estilos       |
| 2015                    | Kazán (Rusia)           | Medalla de oro    | 4 × 100 m libre         |
| 2015                    | Kazán (Rusia)           | Medalla de bronce | 100 m libre             |
| 2019                    | Gwangju (Corea del Sur) | Medalla de oro    | 4 × 100 m libre         |
| 2019                    | Gwangju (Corea del Sur) | Medalla de oro    | 4 × 100 m estilos mixto |
| 2019                    | Gwangju (Corea del Sur) | Medalla de plata  | 100 m libre             |
| 2019                    | Gwangju (Corea del Sur) | Medalla de plata  | 4 × 100 m estilos       |
| 2019                    | Gwangju (Corea del Sur) | Medalla de bronce | 50 m libre              |
| Campeonato Pan-Pacífico |                         |                   |                         |
| Año                     | Lugar                   | Medalla           | Prueba                  |
| 2014                    | Gold Coast (Australia)  | Medalla de oro    | 50 m libre              |
| 2014                    | Gold Coast (Australia)  | Medalla de oro    | 100 m libre             |
| 2014                    | Gold Coast (Australia)  | Medalla de oro    | 4 × 100 m libre         |
| 2014                    | Gold Coast (Australia)  | Medalla de oro    | 4 × 100 m estilos       |
| 2018                    | Tokio (Japón)           | Medalla de oro    | 50 m libre              |
| 2018                    | Tokio (Japón)           | Medalla de oro    | 100 m libre             |
| 2018                    | Tokio (Japón)           | Medalla de oro    | 4 × 100 m libre         |
| 2018                    | Tokio (Japón)           | Medalla de oro    | 4 × 100 m estilos       |
| 2018                    | Tokio (Japón)           | Medalla de oro    | 4 × 100 m estilos mixto |